# Готт, Джозеф
Джозеф Готт (англ. Joseph Gott; 1785, Лондон — 1860, Рим) — британский скульптор.

## Биография
Родился в 1785 году в Лидсе в семье богатого предпринимателя Бенджамина Готта, с 1799 года — мэра города. В отличие от своих братьев, Джозеф не проявлял  интереса к семейному бизнесу. Вместо этого он в 1798 году поступил в ученики к скульптору Джону Флаксману, а затем (в 1805 году) — в Королевскую академию художеств в Лондоне.
В 1824 году Готт, на средства своего отца, отправился в Рим с рекомендательным письмом от Томаса Лоуренса к Антонио Канове, которым тот снабдил его двумя годами ранее. С этого времени жил и работал преимущественно в Риме, где выполнял заказы богатых британцев, посещавших город в рамках гран-тура. 
Некоторые свои работы отсылал непосредственно в Англию. В 1838 году, во время эпидемии холеры, потерял жену и двух дочерей, после чего несколько лет не работал и впал в депрессию. В 1841 году женился вторично, в итальянском Ливорно, на британке Анне Дрю.
Скульптор Готт скончался в Риме в 1860 году и был похоронен на кладбище Тестаччо.

## Галерея

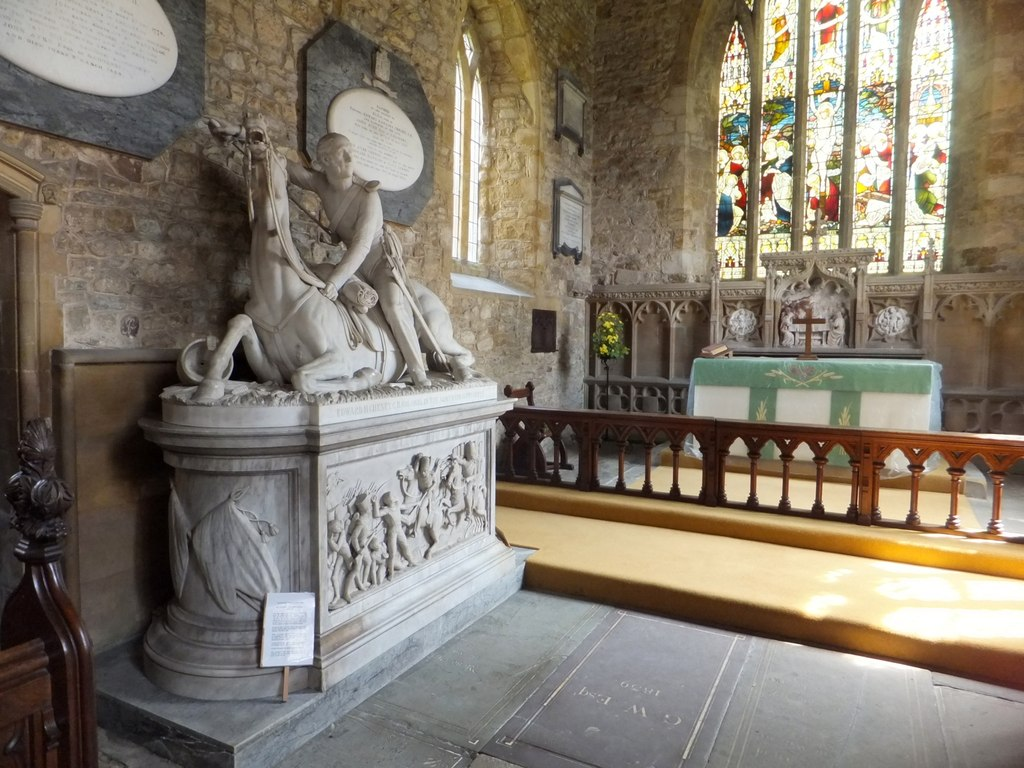
Надгробие полковника Эдварда Чейни в приходской церкви Гэдсби
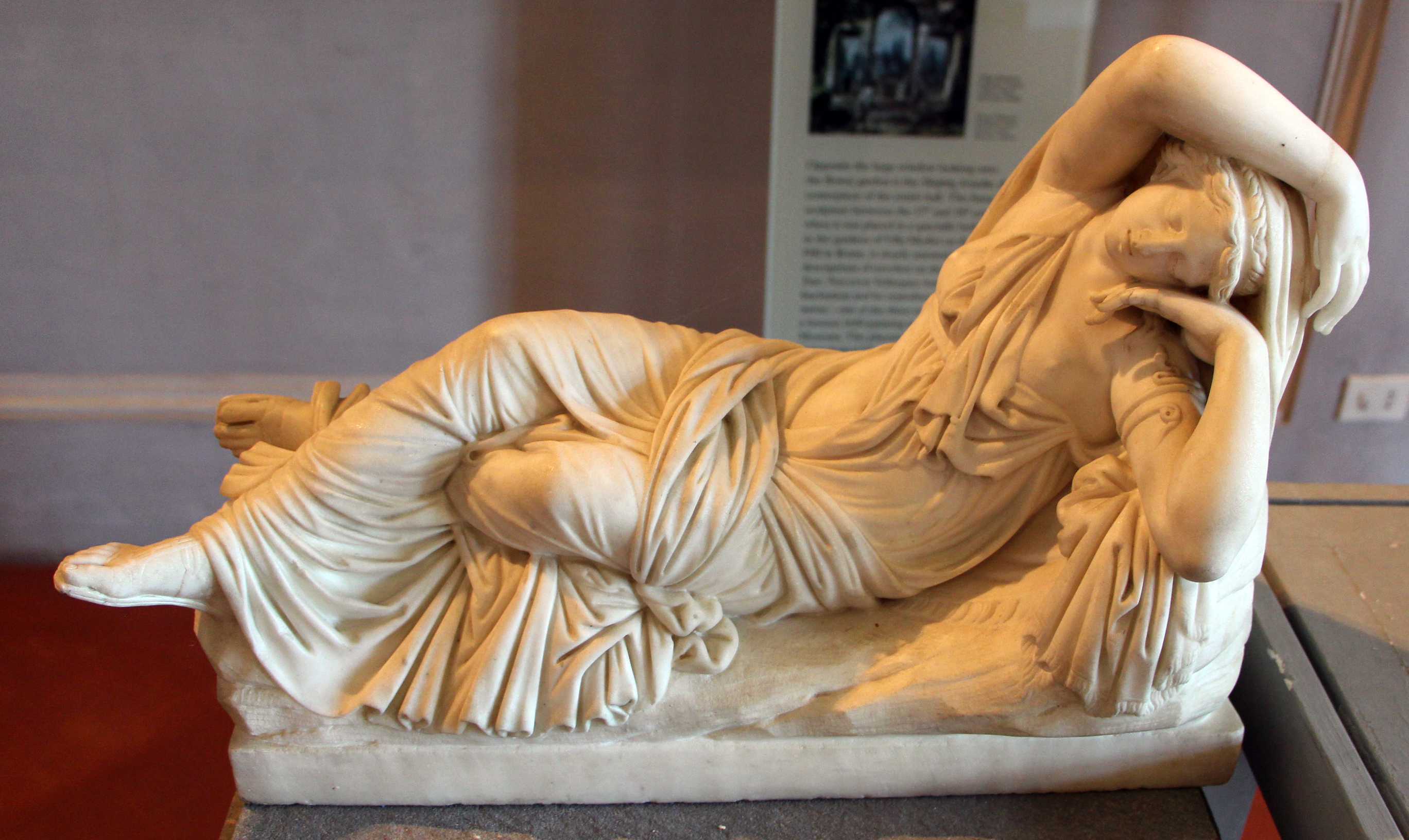
Ариадна
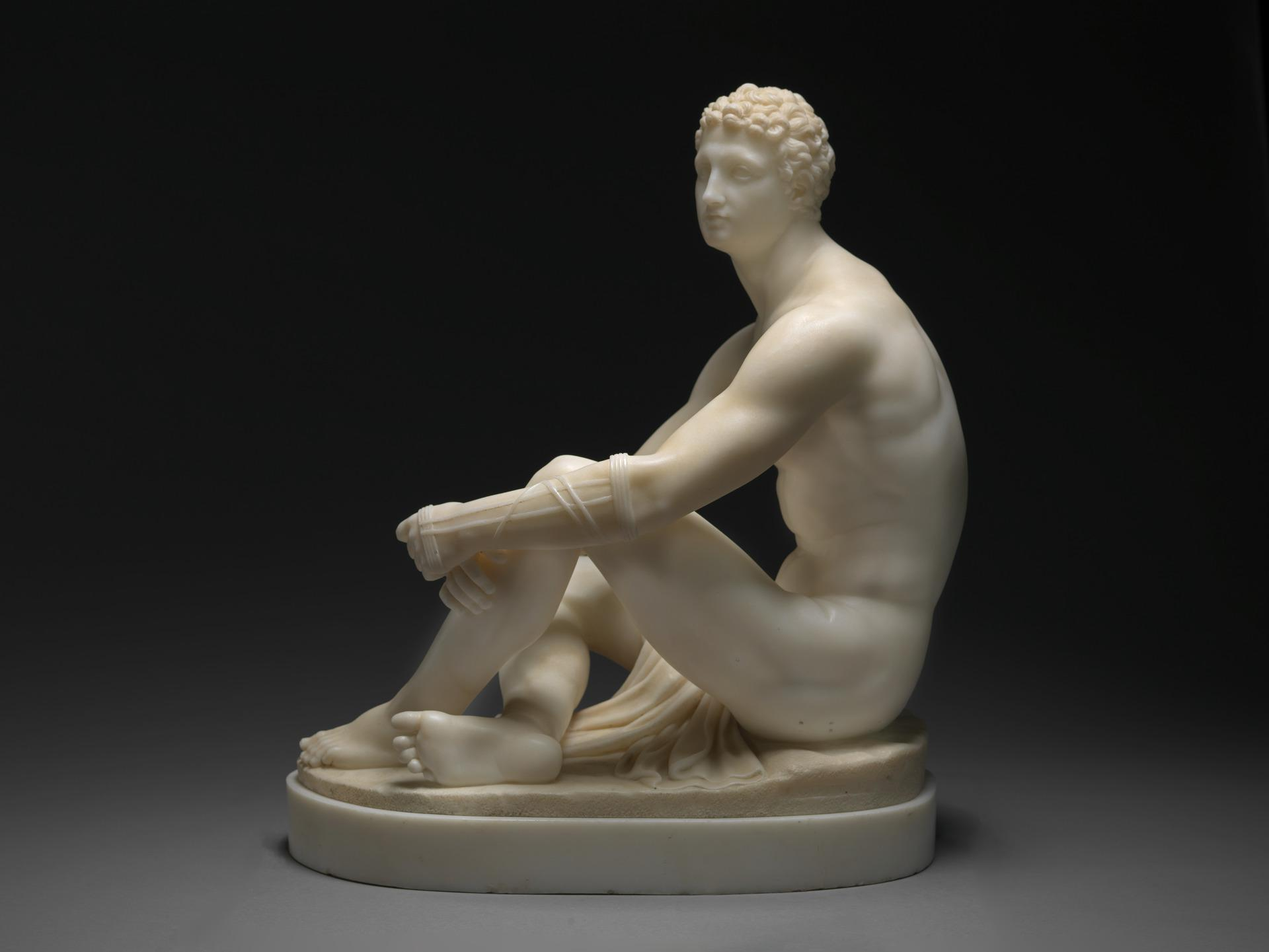
Античный кулачный боец
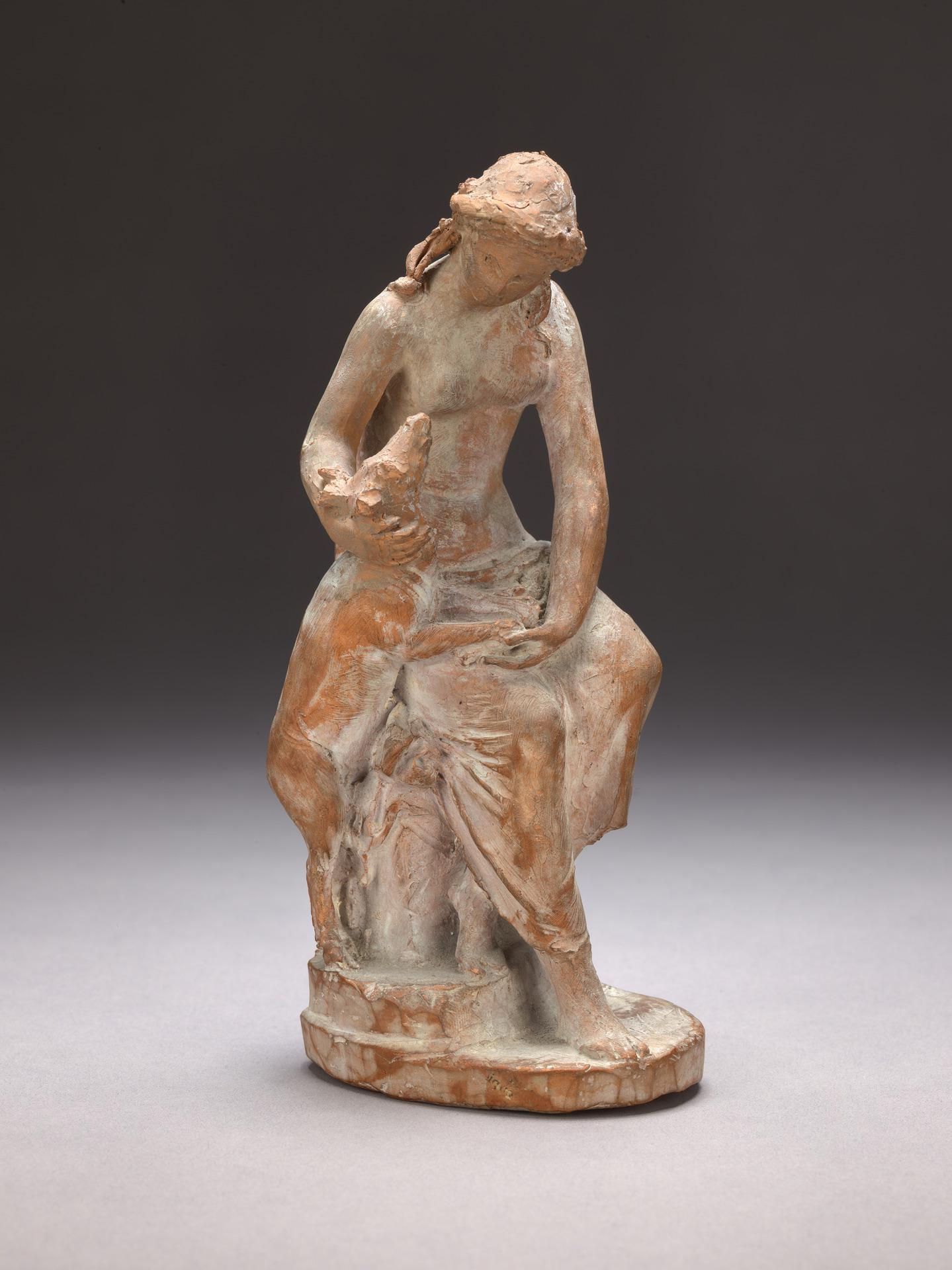
Сильвия и раненый олень
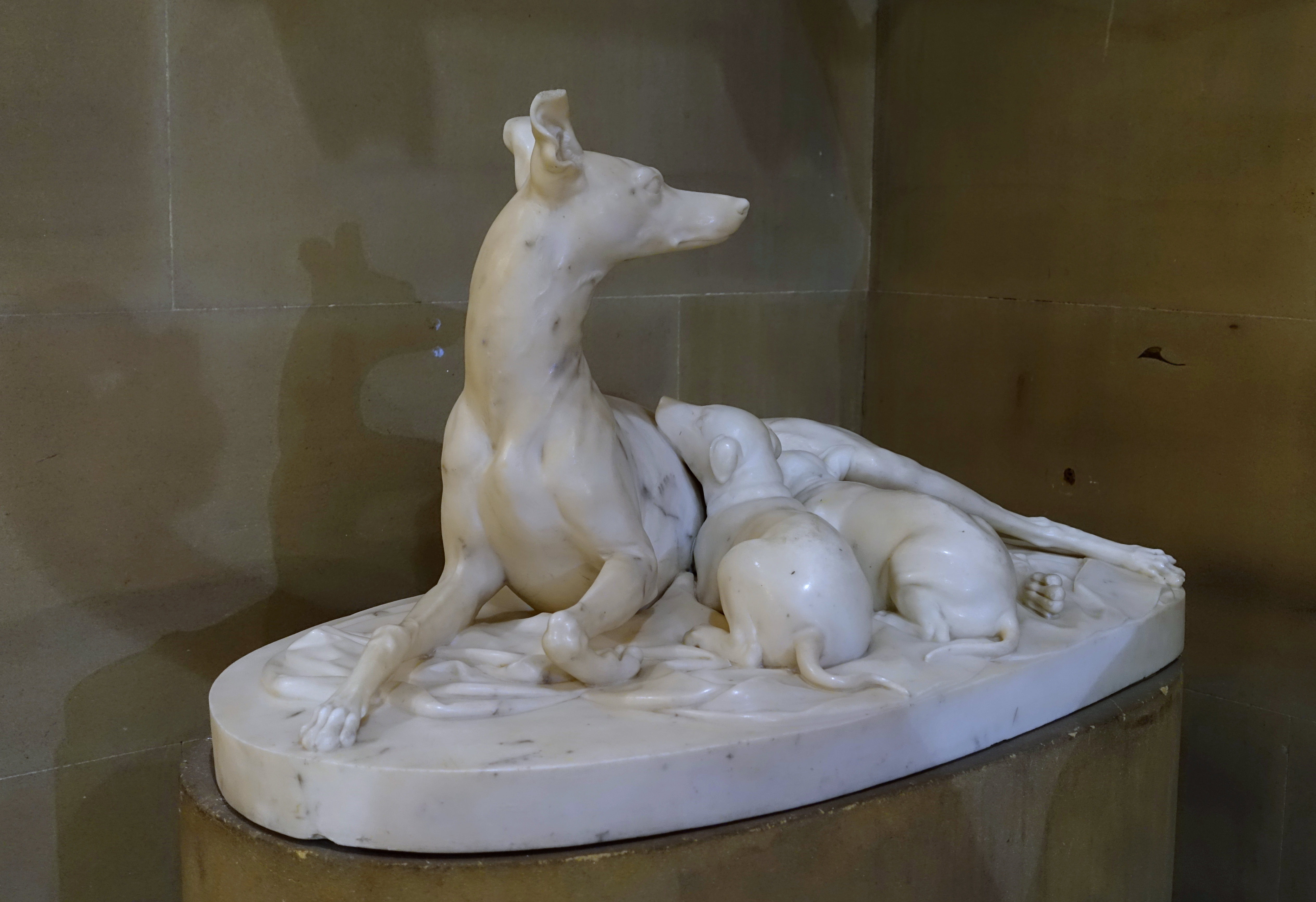
Сука грейхаунда со щенками
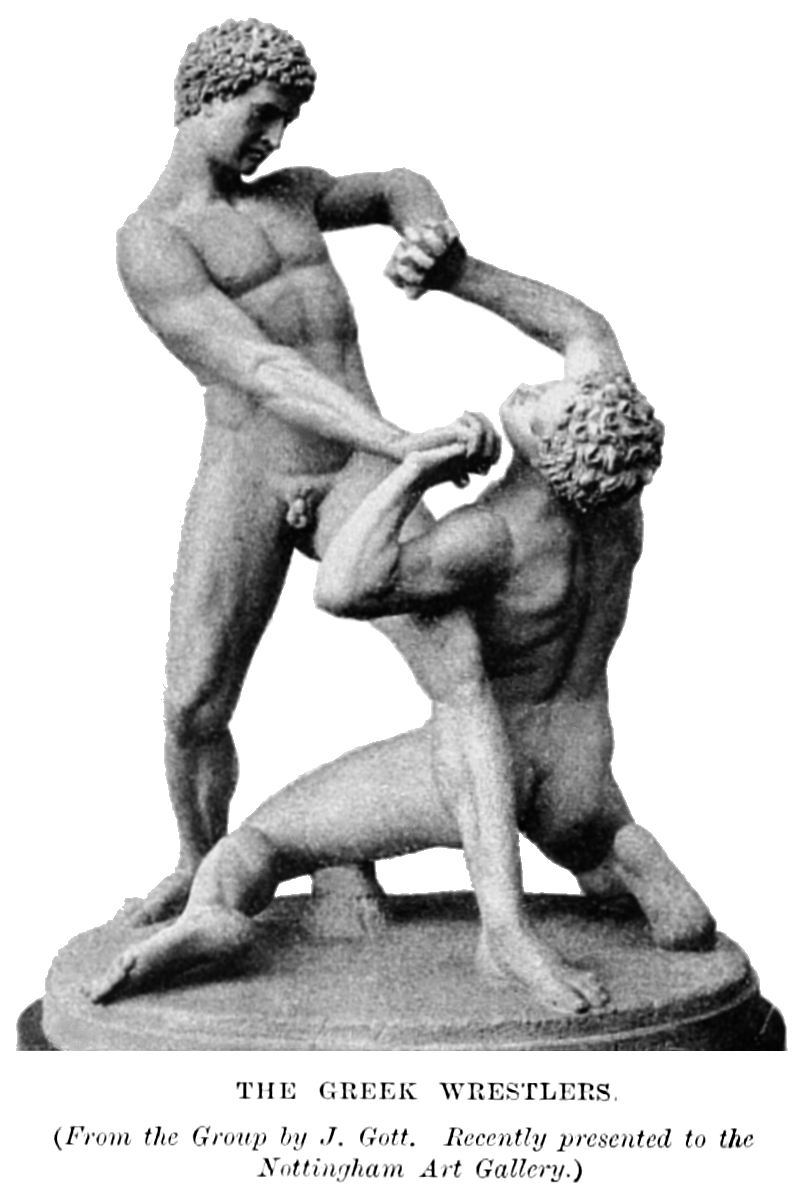
Древнереческие борцы
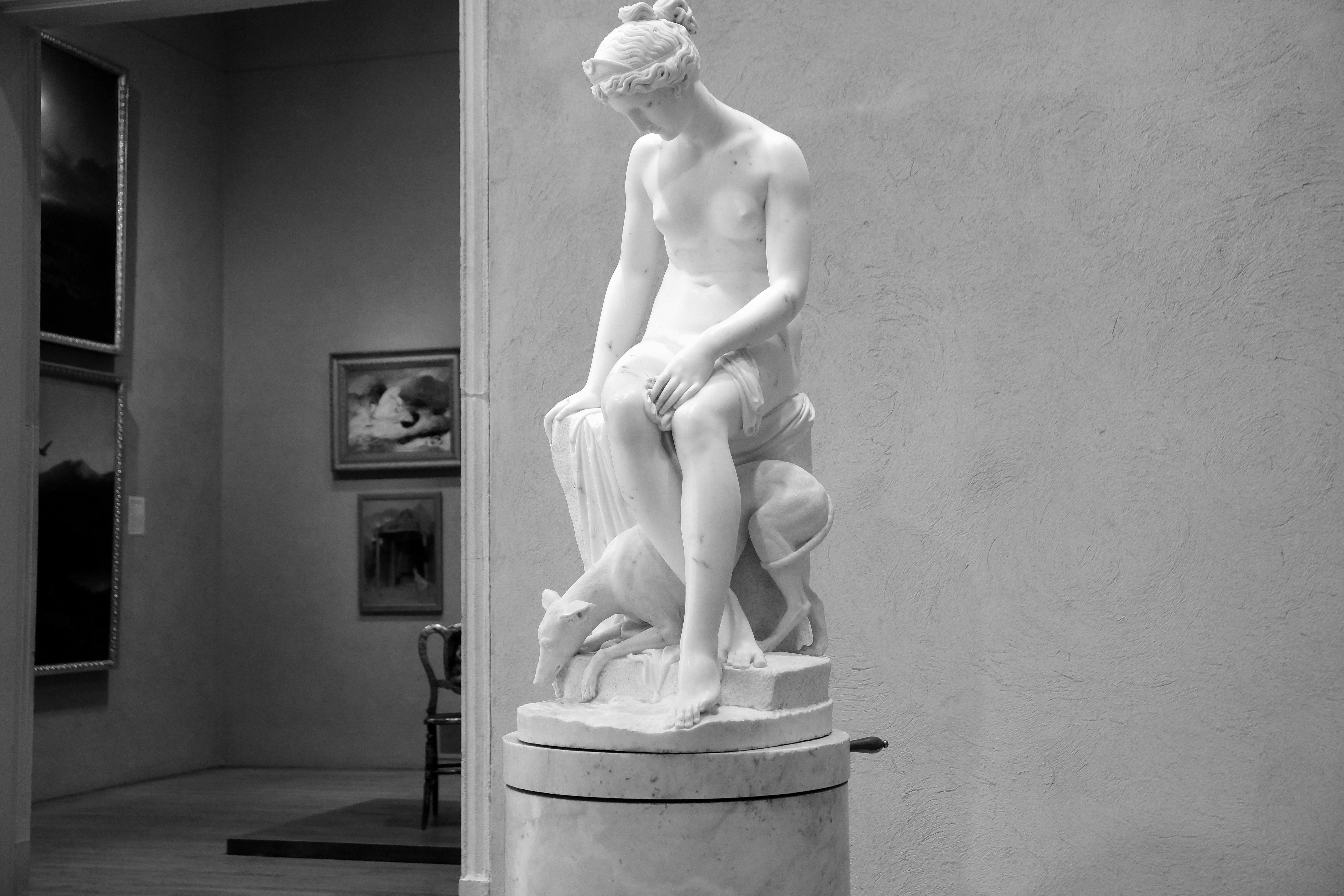
Диана
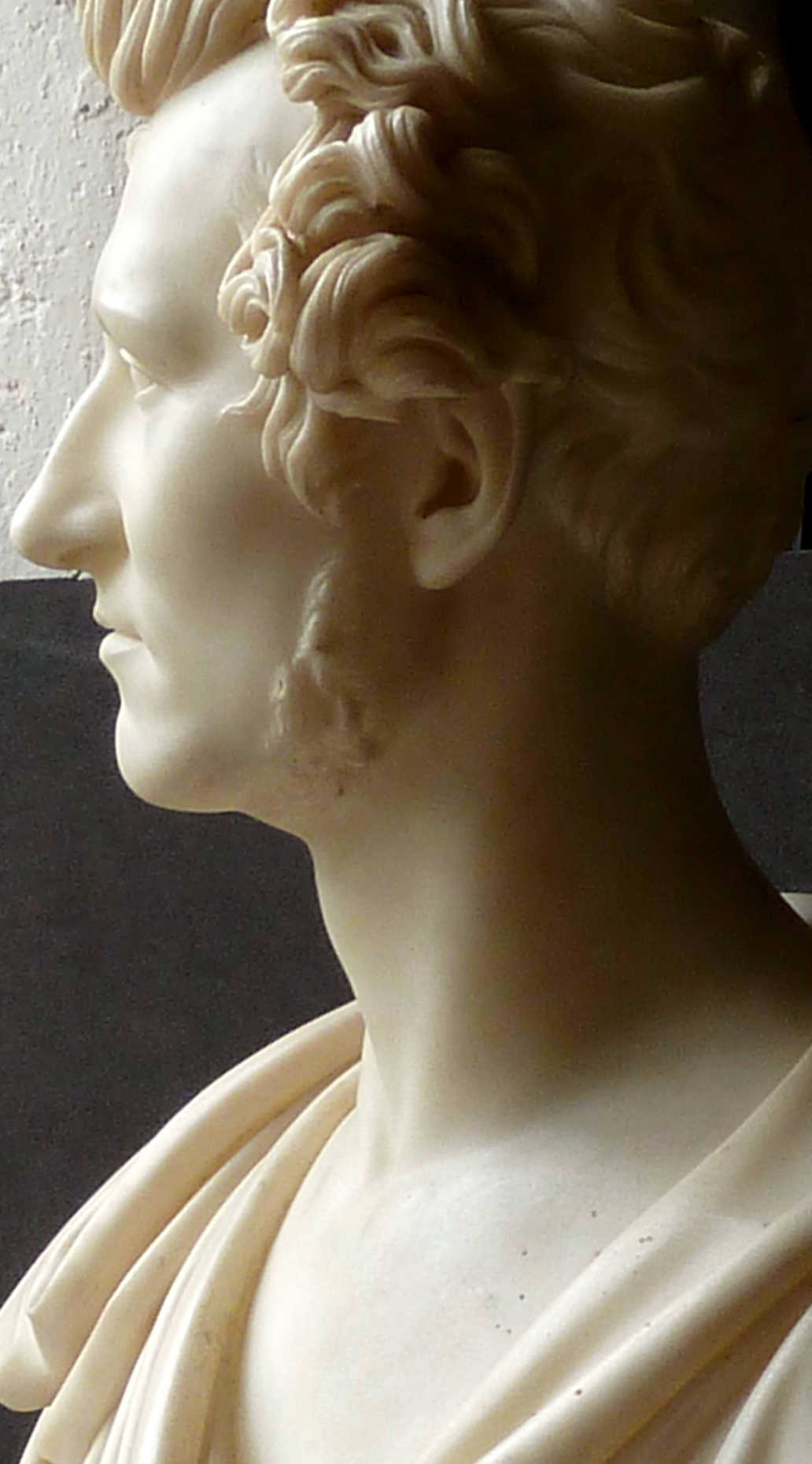
Бюст брата Уильяма